# United States Tri-Nation Series 2024/25
Die United States Tri-Nation Series 2024/25 waren ein Cricket-Turnier im ODI-Format und eine Twenty20-Serie, die in den Vereinigten Staaten ausgetragen wurden. Die ODI-Serie war Bestandteil der ICC Cricket World Cup League 2 2024–2026. An dem ODI-Serie trat neben dem Gastgeber aus den Vereinigten Staaten die Nationalmannschaften aus Nepal und Schottland gegeneinander an. Die Twenty20-Serie wurde zwischen den Vereinigten Staaten und Nepal gespielt. Die beiden Serien wurden zwischen dem 17. Oktober und 4. November 2024 ausgetragen.

## Vorgeschichte
Die Vereinigten Staaten spielten zuvor eine Tour in Namibia, Nepal in Kanada. Für Schottland war es die erste Tour der Saison.

## Stadion
Als Austragungsort wurde das folgende Stadion ausgewählt.
| Stadion                      | Stadt        | Kapazität | Spiele                   |
| ---------------------------- | ------------ | --------- | ------------------------ |
| Prairie View Cricket Complex | Prairie View | 10.000    | 1. – 3. T20; 1. – 6. ODI |

## Twenty20 Internationals zwischen den Vereinigten Staaten und Nepal

### Kaderlisten
Die Kader werden kurz vor der Serie bekanntgegeben.
| Twenty20 | Twenty20 | Twenty20 |
| Vereinigte Staaten | Nepal |          |
| --- | --- | -------- |
| - Monank Patel (K, wk) - Ayan Desai - Juanoy Drysdale - Andries Gous (wk) - Shayan Jahangir - Aaron Jones - Nosthush Kenjige - Ali Khan - Milind Kumar - Yasir Mohammad - Saiteja Mukkamalla - Abhishek Paradkar - Harmeet Singh - Jessy Singh - Utkarsh Srivastava | - Rohit Paudel (K) - Dipendra Singh Airee - Kushal Bhurtel - Rijan Dhakal - Sagar Dhakal - Gulsan Jha - Sompal Kami - Karan KC - Dev Khanal - Kushal Malla - Lalit Rajbanshi - Anil Sah (wk) - Arjun Saud (wk) - Bhim Sharki - Aarif Sheikh - Aasif Sheikh (wk) |          |

### Erstes Twenty20 in Prairie View
| 17. Oktober Scorecard | Prairie View | Nepal 164-9 (20)          | – | Vereinigte Staaten 147-7 (20) |
|                       |              | Nepal gewinnt mit 17 Runs |   |                               |

Die Vereinigten Staaten gewannen den Münzwurf und entschieden sich als Feldmannschaft zu beginnen. Als Spieler des Spiels wurde Dipendra Singh Airee ausgezeichnet. 

### Zweites Twenty20 in Prairie View
| 19. Oktober Scorecard | Prairie View | Nepal 170-6 (20) / 3/0 (0.4)                      | – | Vereinigte Staaten 170-8 (20) / 2/2 (0.4) |
|                       |              | Spiel unentschieden (Nepal gewinnt im Super Over) |   |                                           |

Nepal gewann den Münzwurf und entschied sich als Schlagmannschaft zu beginnen. Als Spieler des Spiels wurde Kushal Bhurtel ausgezeichnet. 

### Drittes Twenty20 in Prairie View
| 20. Oktober Scorecard | Prairie View | Vereinigte Staaten 156-5 (20) | – | Nepal 157-2 (18.4) |
|                       |              | Nepal gewinnt mit 8 Wickets   |   |                    |

Die Vereinigten Staaten gewannen den Münzwurf und entschieden sich als Schlagmannschaft zu beginnen. Als Spieler des Spiels wurde Aasif Sheikh ausgezeichnet.

## United States Tri-Nation Series

### Format
In einer Gruppe spielt jede Mannschaft gegen jede andere zwei Mal. Für einen Sieg gibt es zwei, für ein Unentschieden oder No Result einen Punkt.

### Kaderlisten
Die Kader wurden kurz vor dem Turnier bekanntgegeben. 
| ODI | ODI | ODI |
| Vereinigte Staaten | Nepal | Schottland |
| --- | --- | --- |
| - Monank Patel (K, wk) - Juanoy Drysdale - Andries Gous (wk) - Shayan Jahangir (wk) - Aaron Jones - Nosthush Kenjige - Sanjay Krishnamurthi - Milind Kumar - Sushant Modani - Yasir Mohammad - Saiteja Mukkamalla - Saurabh Netravalkar - Smit Patel (wk) - Harmeet Singh - Jessy Singh - Shadley van Schalkwyk - Utkarsh Srivastava | - Rohit Paudel (K) - Dipendra Singh Airee - Kushal Bhurtel - Rijan Dhakal - Sagar Dhakal - Gulsan Jha - Sompal Kami - Karan KC - Dev Khanal - Sandeep Lamichhane - Kushal Malla - Lalit Rajbanshi - Anil Sah (wk) - Arjun Saud (wk) - Bhim Sharki - Aarif Sheikh - Aasif Sheikh (wk) | - Richie Berrington (K) - Matthew Cross (wk) - Brad Currie - Scott Currie - Oliver Davidson - Michael English - Jack Jarvis - Michael Jones - Michael Leask - Brandon McMullen - George Munsey - Chris Sole - Charlie Tear (wk) - Andrew Umeed - Mark Watt - Brad Wheal |

### Spiele
Tabelle
| Teams              | Sp. | S | N | U | NR | P | NRR    |
| ------------------ | --- | - | - | - | -- | - | ------ |
| Schottland         | 4   | 2 | 1 | 1 | 0  | 5 | +0.721 |
| Vereinigte Staaten | 4   | 2 | 2 | 0 | 0  | 4 | −0.856 |
| Nepal              | 4   | 1 | 2 | 1 | 0  | 3 | +0.441 |

Spiele
| 25. Oktober Scorecard | Prairie View | Vereinigte Staaten 144 (38.4)     | – | Schottland 145-0 (24.5) |
|                       |              | Schottland gewinnt mit 10 Wickets |   |                         |

Schottland gewann den Münzwurf und entschied sich als Feldmannschaft zu beginnen. Als Spieler des Spiels wurde Andrew Umeed ausgezeichnet. 
| 27. Oktober Scorecard | Prairie View | Nepal 286 (50)                           | – | Vereinigte Staaten 291-7 (49.4) |
|                       |              | Vereinigte Staaten gewinnt mit 3 Wickets |   |                                 |

Die Vereinigten Staaten gewannen den Münzwurf und entschieden sich als Feldmannschaft zu beginnen. Als Spieler des Spiels wurde Shayan Jahangir ausgezeichnet. 
| 29. Oktober Scorecard | Prairie View | Schottland 154 (41.4)       | – | Nepal 157-5 (29.5) |
|                       |              | Nepal gewinnt mit 5 Wickets |   |                    |

Nepal gewann den Münzwurf und entschied sich als Feldmannschaft zu beginnen. Als Spieler des Spiels wurde Aarif Sheikh ausgezeichnet.
| 31. Oktober Scorecard | Prairie View | Schottland 317-5 (50)          | – | Vereinigte Staaten 246 (44) |
|                       |              | Schottland gewinnt mit 71 Runs |   |                             |

Die Vereinigten Staaten gewannen den Münzwurf und entschieden sich als Feldmannschaft zu beginnen. Als Spieler des Spiels wurde Brandon McMullen ausgezeichnet.
| 2. November Scorecard | Prairie View | Vereinigte Staaten 281-8 (50)          | – | Nepal 244 (49.5) |
|                       |              | Vereinigte Staaten gewinnt mit 37 Runs |   |                  |

Nepal gewann den Münzwurf und entschied sich als Feldmannschaft zu beginnen. Als Spieler des Spiels wurde Harmeet Singh ausgezeichnet.
| 4. November Scorecard | Prairie View | Nepal 26-1 (6) | – | Schottland |
|                       |              | No Result      |   |            |

Schottland gewann den Münzwurf und entschied sich als Feldmannschaft zu beginnen. Spiel wurde auf Grund von Regenfällen abgesagt.